# Themaroides quadrifera
Themaroides quadrifera är en tvåvingeart som först beskrevs av Walker 1861.  Themaroides quadrifera ingår i släktet Themaroides och familjen borrflugor. Inga underarter finns listade i Catalogue of Life.